# KkStB 189
A kkStB 86 sorozat egy szertartályosgőzmozdony-sorozat volt a Császári és Királyi Osztrák Államvasutaknál (k. k. österreichische Staatsbahnen, kkStB) és eredetileg a kkStB Gv sorozat 1-4 pályaszámú keskenynyomtávú mozdonyok voltak, melyeket 1903-ban normál nyomtávúvá építettek át.
Amikor az 1106 mm nyomtávú Budweis–Linz–Gmunden Lóvasúton bevezették a gőzüzemet, vásároltak négy kkStB Gv sorozatú keskeny nyomtávú mozdonyt. Amint a lóvasút üzemeltetését a kkStB 1903-ban átvette, a pályát átépítették normál nyomtávúvá és így a négy GV sorozatú mozdonyt is. Ugyanakkor a Karl Gölsdorf által felszerelt Krauss-Helmholtz-féle forgóváz miatt nem volt merev tengelytávolsága, így csak nagyon korlátozottan volt használható. A mozdonyok Welsben voltak állomásítva.
Hármat közülük a BBÖ 1929-ben és 1933-ban selejtezett. A negyedik 1938-ban a Német Birodalmi Vasúthoz (Deutschen Reichsbahn, DRB) került 88.7101 pályaszámmal, túlélte a második világháborút, majd 1953-ban a szovjet közigazgatás selejtezte.

## Fordítás
- Ez a szócikk részben vagy egészben  a   kkStB 189 című német Wikipédia-szócikk fordításán alapul.  Az eredeti cikk szerkesztőit annak laptörténete sorolja fel. Ez a jelzés csupán a megfogalmazás eredetét és a szerzői jogokat jelzi, nem szolgál a cikkben szereplő információk forrásmegjelöléseként. Az eredeti szócikk forrásai szintén ott találhatóak.